# رئيسة احمدوفا
رئيسة سلطامرادوفنا احمدوتوفا ( (بالشيشانية: Раиса Солтамурадовна Ахматова)‏ </link> ; 13 ديسمبر 1928 - 29 يناير 1992) هي شاعرًة شيشانيًة معروفًا عالميًا. حظيت قصائدها بشعبية خاصة بين الشيشانيين والإنغوش و في جميع أنحاء العالم، على الرغم من تدمير أرشيفها بالكامل (الذي يحتوي على أكثر من 600 ملف) عندما أحرقت القوات الروسية الأرشيف الوطني الشيشاني خلال حرب الشيشان الأولى . اشتهرت أخماتوفا بكتابة مجموعات قصائد مثل: الجمهورية الأصلية (1958)، اضربني في وجهي، ريح (1959)، أنا قادم إليك (1960)، الحب الصعب (1963)، والرؤيا (1964).  

## فهرس
- هيوم ريبوبليكا ( الجمهورية الجديدة ) (1957)
- باي مين، فيتر، في ليتو (1959)
- عيد الميلاد (1960)
- الحب الحقيقي (1963)
- الغزو (1964)

## روابط خارجية
- الشيشان مقالة Free.ru عن رايسا أخماتوفا
- إدخال المادة في موسوعة ميرسلوف
- موضوع KavkazChat على رايسا أخماتوفا